# Zabitz (Osternienburger Land)
Zabitz – dzielnica gminy Osternienburger Land w Niemczech, w kraju związkowym Saksonia-Anhalt, w powiecie Anhalt-Bitterfeld.
Do 31 grudnia 2009 była to oddzielna gmina we wspólnocie administracyjnej Osternienburg. Do 1 lipca 2007 należała do powiatu Köthen.

## Geografia
Dzielnica Zabitz leży na północny zachód od miasta Köthen (Anhalt).
Dawna gmina dzieliła się na dwie dzielnice:
- Maxdorf
- Thurau